# Ustrzyki Dolne
Ustrzyki Dolne (pronunciación polaca: ['usˈtʂɨkʲi ˈdɔlnɛ]; yidis: Istrik; ucraniano: Устри́ки-Долі́шні - Ustrýky-Dolíshni) es una ciudad polaca, capital del distrito de Bieszczady en el voivodato de Subcarpacia. Dentro del distrito, es la capital del municipio al que da nombre. En 2006 tenía una población de 9478 habitantes.
Se fundó como pueblo de realengo en 1497 y obtuvo los derechos de ciudad en 1727. En 1772, durante la primera partición de Polonia, pasó a pertenecer al Imperio Habsburgo. A partir de 1872 se desarrolló gracias a la construcción del ferrocarril entre Przemyśl y Sanok, a lo cual se unió en la época la explotación de yacimientos petrolíferos. En 1918 se reincorporó a la Segunda República Polaca, pasando a pertenecer a Ucrania en la partición de 1945 y regresando a Polonia en el ajuste de 1951.
Se ubica cerca de la frontera con Ucrania sobre la carretera 84, a medio camino entre Krosno y Sambir.